# 穆斯鎮區 (明尼蘇達州羅索縣)
穆斯鎮區（英語：Moose Township）是位於美國明尼蘇達州羅索縣的一個行政鎮區。

## 地方資料
穆斯鎮區的面積為94.45平方千米，當中陸地面積為94.44平方千米，而水域面積為0.01平方千米。根據2020年美國人口普查的數據，當地共有人口103人，而人口密度為每平方千米1.09人。